# Räven och hunden
Räven och hunden (engelska The Fox and the Hound) är en roman av den amerikanska författaren Daniel P. Mannix som handlar om livet för räven Tod och hunden Copper. Boken publicerades 1967 och illustreras av John Schoenherr. Sagan är mest känd genom Walt Disney Productions animerade film Micke och Molle.